# 永大産業サッカー部
永大産業サッカー部（えいだいさんぎょうサッカーぶ）は、かつて日本に存在したサッカークラブ。創部からわずか2年で日本サッカーリーグ (JSL) 1部に昇格を果たしたが、会社の業績悪化により実質5年間の活動で消滅した。

## 歴史
1969年、永大産業の創業者・深尾茂会長の肝いりで、永大の子会社である永大木材工業の製造拠点があった山口県熊毛郡平生町で創設された「永大木材工業サッカー部」が前身。深尾の特命を受けた東京ガスサッカー部出身の河口洋がチーム作りを担当し、広島県サッカー協会幹部で山陽高校監督の渡部英麿、日本サッカー協会の一級レフェリーで警視庁機動隊サッカー部コーチの御代典生に選手補強の協力を仰いだ。
3年目の1971年に山口県の実業団オープントーナメント「野上杯争奪サッカー大会」と、山口県内の市町村対抗であった「山口県体育大会サッカー競技」で県の2冠を獲得すると、県リーグ3部で全勝優勝、2部との入替戦も難なく通過する。永大は山口県サッカー協会に県1部への飛び級を打診し、山口県サッカー協会の示した「野上杯争奪サッカー大会優勝」と「県リーグ1部最下位の山口県サッカー教員団に勝利」の条件をクリアして1部に飛び級した。
1972年、前年に休部した名古屋相互銀行から、渡部の教え子である大久保賢を監督として迎え、また名相銀で移籍を希望した計6選手が加入し戦力が整い、永大産業本体のサッカー部に格上げされて正式発足。会社は平生町に芝生のグラウンド2面をはじめ、クラブハウス、若手の寮なども建設してハード面も充実させた。経験豊富なJSL出身の選手達の力と、整備されたグラウンドを所有し練習環境が万全であったこともあり、「中国社会人サッカー選手権」と「全国社会人サッカー選手権」（全社）を制覇。全社優勝により「永大産業サッカー部」になってから1年で県1部リーグからJSL2部に昇格、2年目の1973年にはJSL1部と短期間でJSL昇格を果たした。当時まだ珍しかったオフサイドトラップを多用するも、JSL1部では苦戦して最下位となる。
1974年後期以降はジャイロ・マトス、ジャイール・ノバイス、アントニオ・ペレのブラジル人トリオが加入。同年の天皇杯では創部3年目で決勝進出を果たし、決勝戦は釜本邦茂擁するヤンマーに1-2で敗れ準優勝という結果となった。その後の入れ替え戦では富士通に圧勝して、残留を決めた。
1975年にはセルジオ越後がコーチに就任し、5位に躍進。日本人とブラジル人との連係を深めると共に、その指導で日本人選手の技術も向上させた。大久保はオフサイドトラップを多用する戦術を駆使していたが、後に監督を引き継いだ塩澤敏彦コーチも、当時のサッカーマガジンの誌面の中で「FWとBK（DF）のラインの幅を狭くして、そこで積極的にボールを取りにいく。裏へ出されても（最終ラインが）前へ出ているからオフサイドが取れる」と語っており、現代サッカーにも通じる考えを実行していた。さらに若手中心の2軍チームを作り、地域の子供たちにサッカースクールを開いて指導。現在のJリーグの地域密着に通じる先進的な活動も手掛けていたが、1976年にチーム名を「永大サッカー部」に改称。監督も大久保から塩澤に交代。1977年3月に、会社の業績悪化のため廃部が決定し、短い歴史に幕を下ろした。現役生活を続ける意思のあった選手達の中で、MFのジャイロが読売クラブ、FWの中村道明が東芝、GKの城山義輝、DFの山本誠、権代正樹、MFの三瓶弘幸が本田技研へと活動の場を求めた。
コーチの越後は、この永大時代から少年サッカーの指導を始め、永大での経験を活かしその後「さわやかサッカー教室」を主催し全国の少年サッカーの育成に携わる事になった。二代目監督の塩澤は明治大学監督を経て、1986年から1991年まで全日空クラブの監督を務めた。2005年には日本サッカー協会から派遣されネパール代表の監督を務めている。また永大に在籍していた選手には指導者を志した者も多く、これまで何人もの選手達をJリーグへ送り出している。

## 略歴
- 1969年 - 前身の「永大木材工業サッカー部」が創部。
- 1972年 - 1月に「永大産業サッカー部」が創部。全国社会人サッカー選手権大会優勝
- 1973年 - JSL2部昇格。
- 1974年 - JSL1部昇格。
- 1975年 - セルジオ越後がコーチに就任。
- 1976年 - 永大サッカー部に改称。
- 1977年 - 3月に廃部。

## タイトル

### リーグ戦
- 日本サッカーリーグ2部：1回
  - 1973年

### カップ戦
- 全国社会人サッカー選手権大会：1回
  - 1972年

## 戦績
| 年度 | 所属   | 順位 | 勝点 | 勝 | 分 | 敗 | 得点 | 失点 | 監督     |
| ---- | ------ | ---- | ---- | -- | -- | -- | ---- | ---- | -------- |
| 1973 | JSL2部 | 優勝 | 26   | 11 | 4  | 3  | 51   | 24   | 大久保賢 |
| 1974 | JSL1部 | 9位  | 14   | 4  | 6  | 8  | 19   | 30   | 大久保賢 |
| 1975 | JSL1部 | 5位  | 18   | 8  | 2  | 8  | 30   | 29   | 大久保賢 |
| 1976 | JSL1部 | 7位  | 18   | 7  | 4  | 7  | 18   | 24   | 塩澤敏彦 |

## 歴代監督
- 永大木材工業サッカー部
  - 河口洋 1969年 - 1971年
- 永大産業サッカー部
  - 大久保賢 1972年 - 1975年
- 永大サッカー部
  - 塩澤敏彦 1976年

## 全所属選手(1972年正式発足後)
- 井上耕太郎
- 山口直弘
- 橋本優
- 清田英治
- 福田吉男
- 横山孝治
- 角和雄
- 小崎実
- 竹下悦久
- 中村道明
- 松原康明
- 渡辺義成
- 高田喜義
- 山本誠
- 井上昭二
- 松尾孝二
- 中山勉

- 大町玄斉
- 梶谷敏文
- 鈴木力
- ジャイロ・マトス
- ジャイール・A・ノバイス
- アントニオ・G・ペレ
- 城山義輝
- セルジオ越後（コーチ）
- 河本権福
- 管勉
- 佐藤孝信
- 権代正樹
- 三瓶弘幸
- 大多和昇
- 井上伸一
- 岡幸司
- 曽根政芳
- 平田生雄

## 関連書籍
- 駆けぬけた奇跡 ―サッカー天皇杯にかけた男たちの夢（斎藤一九馬著、日刊スポーツ出版社刊）-永大産業サッカー部の誕生から消滅までを描いたノンフィクション小説 ISBN 978-4-8172-0246-8
- 歓喜の歌は響くのか ―永大産業サッカー部 創部3年目の天皇杯決勝（斎藤一九馬著、角川文庫刊、『駆けぬけた奇跡』を改題して文庫化された）- 文庫オリジナルとしてサッカー解説者、セルジオ越後の「文庫化によせて」を収録 ISBN 978-4-04-394466-8

### 注記
1. ↑  平生町には現在も永大産業のフローリング・パーティクルボードなどの製造拠点である「山口・平生事業所」が存在する。
2. ↑  永大産業は1978年、約1,800億円の負債を抱えて会社更生法を申請。その後、2007年に再上場した。
3. ↑  渡辺義成・小崎実は地元のジュニアチーム「周東フットボールクラブ」（周東FC）を指導し、渡辺は岩政大樹らを、小崎は岡村宜城、末岡龍二[4]らを育てている。また横山孝治は愛知学院大学総監督として秋田豊や吉村圭司らを育てた。井上昭二は「岐阜VAMOS」を設立し[5]、荻晃太、津田知宏、青山直晃、益山司らを輩出している。